# Alluitsoq
Alluitsoq (německy Lichtenau) je zaniklá osada v jižním Grónsku, jež se nacházela u fjordu Alluitsoq či Lichtenau Fjordu 5 kilometrů jižně od Alluitsup Paa v kraji Kujalleq a 13 kilometrů od Ammassiviku, který leží v témže kraji na opačné straně fjordu.

## Historie
Na toto místo přišli v roce 1774 Moravští bratři z Herrnhutu, aby zde zřídili třetí misijní stanici v Grónsku. Ta pak byla pojmenována Lichtenau (německy Světlá louka). V témže roce se zde usadilo 90 Inuitů. O rok později měla stanice již 200 obyvatel a sborový dům byl velkou kamennou stavbou, zatím byl ale bez střechy. V roce 1802 žilo v misijní stanici 405 pokřtěných obyvatel a v roce 1828 byl pokřtěn poslední pohan. V roce 1834 žilo v Lichtenau 674 místních obyvatel a obytná čtvrť byla díky zahradám považována za jedno z nejkrásnějších míst Grónska. Moravané působili v Grónsku do 26. března 1900, kdy po státní reformě byly jejich misionářské stanice předány dánským luteránským farnostem. Od roku 1911 byl Alluitsoq součástí obce Sydprøven. V místě je velký hřbitov a mezi lety 1942 a 1980 zde byl dětský domov pro Gertrud Rask Institute. Počet obyvatel se trvale snižoval, v roce 2009 zde žilo jen devět obyvatel, kteří v tomto roce místo opustili.

## Současnost
Fjord odděluje dvě sídla. Najdeme zde největší vodopád v Grónsku, Qorlortorsuaq a pstruhovou farmu. Jsou zde ruiny norské farmy.